# Tellervo Chasma
Pour les articles homonymes, voir Tellervo (homonymie).
La Tellervo Chasma est une vallée très encaissée (« chasma ») de la surface de Vénus.

## Description
Orientée selon un axe sud-ouest nord-est, la vallée relie deux coronae : Latmikaik Corona au sud-ouest et Xcacau Corona au nord-est. Les rides qui la flanquent indiquent des sollicitations de cisaillement latéral.

## Nom
En 1997, comme les autres structures géologiques du même type sur Vénus, elle a été baptisée du nom d'une divinité en rapport avec la Lune, la chasse ou les forêts dans une des cultures terrestres. En l'occurrence, son éponyme est Tellervo, esprit de la forêt de la mythologie finnoise.